# Тахтаджяния
Тахтаджя́ния (лат. Takhtajánia) — монотипный род кустарников и невысоких деревьев из семейства Винтеровые — одного из наиболее примитивных семейств цветковых растений. Эндемик Мадагаскара с очень ограниченным ареалом, встречается во влажных лесах мадагаскарских нагорий в северной части острова. Единственный африканский представитель семейства.

## История открытия
В 1909 году французский ботаник Жозеф Мари Анри Альфред Перье-де-ла-Бати (фр. Joseph Marie Henry Alfred Perrier de la Bâthie, 1873—1958) собрал на северо-западе Мадагаскара в горном массиве Манонгариво на высоте 1 700 м образцы неизвестного растения. В 1963 году французский ботаник Рене Капюрон (фр. René Paul Raymond Capuron, 1921—1971), изучив эти образцы, пришёл к выводу, что они принадлежат новому виду растений. Капурон описал этот вид как представителя австралазийского рода Буббия (Bubbia) — Bubbia perrieri. В 1978 году это растение по причине сильного отличия от других буббий, а также от других винтеровых, было выделено Маргаритой В. Барановой (род. 1932) и Жаном-Франсуа Леруа (фр. Jean-François Leroy, (1915—1999) в отдельный род Takhtajania, который был назван в честь советского (российского, армянского) ботаника Армена Леоновича Тахтаджяна (1910—2009).
В 1970-х годах в Манонгариво неоднократно предпринимались попытки найти это растение, но успеха они не приносили. Однако в 1994 году в заповеднике Anjahanaribe-Sud, в 150 км к юго-востоку от того места, где в 1909 году был найден первый экземпляр тахтаджянии, местным ботаником Fanja Rasoavimbahoaka было найдено растение, которое в 1997 году было идентифицировано американским ботаником Джорджем Шацем (англ. George E. Schatz) как тахтаджяния. Следующая экспедиция обнаружила на месте этой находки большую рощу тахтаджяний примерно из 250 растений. А в 2000 году была найдена третья популяция тахтаджянии — на восточной стороне полуострова Масуала.

## Биологическое описание
Тахтаджянии — вечнозелёные кустарники или невысокие деревья высотой от 5 до 9 м и с толщиной ствола до 11 см.
Сосуды у тахтаджянии отсутствуют, в связи с этим растение не может противостоять засухе и встречается только в тех местах, в которых в течение миллионов лет сохранялась достаточная влажность.
Листья глянцевые, по форме от овальных до обратнояйцевидных, супротивные, цельнокрайные, с заострённой верхушкой; перистонервные; без прилистников.
Цветки красно-розовой окраски, с двойным околоцветником. Гинецей паракарпный, состоит из двух полностью сросшихся плодолистиков. Плодолистики не дифференцированы на завязь, столбик и рыльце. На краях плодолистика находятся сосочковидные волоски, улавливающие пыльцу.

## Классификация

### Виды
Род монотипен. Единственный вид: Тахтаджяния Перье — Takhtajania perrieri (Capuron) Baranova & J.-F.Leroy (1978).
Синоним: Bubbia perrieri Capuron (1963)basionym
Есть предположение, что тахтаджянии, найденные на восточной стороне полуострова Масоала, относятся к новому виду этого рода.

### Таксономическое положение
Монотипный род Тахтаджяния образует монотипное подсемейство в составе семейства Винтеровые (Winteraceae):
|  |                                      |  |                                                             |                                                             |                                    |  | семейство Канелловые (Canellaceae) |                                                |                                                      |  |  |                               |                                                           |
|  |                                      |  |                                                             |                                                             |                                    |  |                                    |                                                |                                                      |  |  |                               | единственный вид Тахтаджяния Перье (Takhtajania perrieri) |
|  |                                      |  |                                                             | порядок Канеллоцветные (Canellales)                         |                                    |  |                                    |                                                | подсемейство Тахтаджяниевые (Takhtajanioideae) 1 род |  |  | род Тахтаджяния (Takhtajania) |                                                           |
|  |                                      |  |                                                             | порядок Канеллоцветные (Canellales)                         |                                    |  |                                    |                                                | подсемейство Тахтаджяниевые (Takhtajanioideae) 1 род |  |  | род Тахтаджяния (Takhtajania) |                                                           |
|  | отдел Цветковые, или Покрытосеменные |  |                                                             |                                                             | семейство Винтеровые (Winteraceae) |  |                                    |                                                |                                                      |  |  |                               |                                                           |
|  | отдел Цветковые, или Покрытосеменные |  |                                                             |                                                             |                                    |  |                                    |                                                |                                                      |  |  |                               |                                                           |
|  |                                      |  | ещё 44 порядка цветковых растений (согласно Системе APG II) | ещё 44 порядка цветковых растений (согласно Системе APG II) |                                    |  |                                    | подсемейство Винтеровые (Winteroideae) 8 родов | подсемейство Винтеровые (Winteroideae) 8 родов       |  |  |                               |                                                           |
|  |                                      |  |                                                             | ещё 44 порядка цветковых растений (согласно Системе APG II) |                                    |  |                                    |                                                | подсемейство Винтеровые (Winteroideae) 8 родов       |  |  |                               |                                                           |